# Dominik Kovačić
Dominik Kovačić (Zágráb, 1994. január 5. –) horvát labdarúgó, a szlovén élvonalbeli Koper játékosa.

## Pályafutása
2017-ben a svájci élvonalbeli Luganóhoz szerződött a horvát másodosztályban szereplő NK Zagrebtől.
2018 januárjában aláírt a moldáv első osztályban szereplő Sheriff Tiraspolhoz.
2020. január 24-én a horvát Lokomotivához szerződött a bosznia-hercegovinai Široki Brijeg csapattól.
2021-ben kölcsönbe került a dán Vejle Boldklubhoz.
2021. július 1-jén aláírt a román FC U Craiova csapatához.
2022 nyarán szerződtette a Kisvárda. A Kisvárda színeiben első és egyetlen gólját az Újpest ellen szerezte, 2023. február 17-én, a bajnokságban. 2024. március 27-én közös megegyezéssel szerződést bontott a klubbal.
2024 júliusában a Koper csapatához szerződött, azonban szeptemberben, mindössze egy kupamérkőzésen való szereplést követően, közös megegyezéssel felbontották a szerződését. Ezután visszatért Horvátországba, és 2024 szeptemberében kétéves szerződést írt alá a Slaven Belupo együttesével.

## Sikerei, díjai
NK Zagreb
- Horvát másodosztály bajnok: 2013–2014

 Sheriff Tiraspol
- Moldáv bajnok: 2017–2018

## Fordítás
- Ez a szócikk részben vagy egészben  a   Dominik Kovačić című angol Wikipédia-szócikk ezen változatának fordításán alapul.  Az eredeti cikk szerkesztőit annak laptörténete sorolja fel. Ez a jelzés csupán a megfogalmazás eredetét és a szerzői jogokat jelzi, nem szolgál a cikkben szereplő információk forrásmegjelöléseként.